# Сарик (муниципалитет)
Сарик (исп. Sáric) — муниципалитет в Мексике, штат Сонора, с административным центром в одноимённом посёлке. Численность населения, по данным переписи 2020 года, составила 2058 человек.

## Общие сведения
Площадь муниципалитета равна 1353,6 км², что составляет 0,8 % от площади штата, а наиболее высоко расположенное поселение Эль-Лило, находится на высоте 1112 метров.
Он граничит с другими муниципалитетами Соноры: на востоке с Ногалесом, на юге с Тубутамой, на западе с Альтаром, а на севере проходит государственная граница с США.

## Учреждение и состав
Муниципалитет был образован в 1934 году, в его состав входит 51 населённый пункт, самые крупные из которых:
| Код INEGI                  | Населённый пункт                                                             | Численность населения (2005 год) | Численность населения (2010 год) | Численность населения (2020 год) |
| -------------------------- | ---------------------------------------------------------------------------- | -------------------------------- | -------------------------------- | -------------------------------- |
| 060                        | Всего                                                                        | 2486                             | 2703                             | 2058                             |
| 0044                       | Сасабе (исп. Sásabe) 31°28′19″ с. ш. 111°32′45″ з. д.                        | 1024                             | 1295                             | 977                              |
| 0001                       | Сарик (исп. Sáric) 31°06′10″ с. ш. 111°22′45″ з. д. (административный центр) | 873                              | 892                              | 706                              |
| 0060                       | Сьерро-Прието (исп. Cerro Prieto) 31°01′13″ с. ш. 111°23′44″ з. д.           | 345                              | 353                              | 235                              |
| 0019                       | Лос-Чиррионес (исп. Los Chirriones) 30°59′47″ с. ш. 111°24′22″ з. д.         | 35                               | 32                               | 26                               |
| 0004                       | Акимури (исп. Aquimuri (Veredas Curvosas)) 31°06′00″ с. ш. 111°21′21″ з. д.  | 8                                | 17                               | 14                               |
| —                          | Прочие                                                                       | 201                              | 114                              | 100                              |
| Названия на карте Генштаба |                                                                              |                                  |                                  |                                  |

## Экономическая деятельность
По статистическим данным 2000 года, работоспособное население занято по секторам экономики в следующих пропорциях:
- сельское хозяйство, скотоводство и рыбная ловля — 50,1 %;
- промышленность и строительство — 17,8 %;
- торговля, сферы услуг и туризма — 28,7 %;
- безработные — 3,4 %.

## Инфраструктура
По статистическим данным 2020 года, инфраструктура развита следующим образом:
- электрификация: 97,3 %;
- водоснабжение: 90,2 %;
- водоотведение: 95,4 %.